# ディエンビエンフー
ディエンビエンフー（ベトナム語：Điện Biên Phủ / 奠邊府  発音）は、ベトナム北西部のラオス国境に近い、ディエンビエン省の省都。盆地の町である。

## 歴史
- ムアン・タン（英語版）には、かつて都市国家があった。698年にムアン・タンのクーン・ロー（英語版）王子がムアン・スワー（英語版）に攻め込み、スワー侯国を建てた。
- 1253年のモンゴル帝国（元）の侵攻以後、スワー侯国は混乱期に入ったが、1353年にファー・グム王（英語版）によりラーオ族の統一王朝ラーンサーン王国が建てられた。
- 第一次インドシナ戦争におけるディエンビエンフーの戦い（1954年）で有名。この戦いでフランス軍がベトミン軍に降伏した。
- 1992年にディエンビエンフーは町に、2003年には市へと昇格した。
- 2004年にディエンビエン省が分割される前は、ライチャウ省の一部であった。

## 行政区画
以下の7坊5社から構成される。
- ヒムラム坊（Him Lam / 馨嵐）
- ムオンタイン坊（Mường Thanh / 芒淸）
- ナムタイン坊（Nam Thanh / 南淸）
- ノーンブア坊（Noong Bua）
- タンタイン坊（Tân Thanh / 新淸）
- タインビン坊（Thanh Bình / 淸平）
- タインチュオン坊（Thanh Trường / 淸長）
- ムオンファン社（Mường Phăng / 芒播）
- ナーニャン社（Nà Nhạn / 那雁）
- ナータウ社（Nà Tấu / 那湊）
- パーコアン社（Pá Khoang / 巴桄）
- タインミン社（Thanh Minh / 淸明）

## 地理
ディエンビエンフーはムオンタイン渓谷（芒青渓谷）の中に位置しており、その盆地は長さ20キロメートル、幅6キロメートルの、南北に細長いハート型をしている。ディエンビエンフーはディエンビエン省の省都であるが、省の西の端にあり、ラオスとの国境からほど近い。

### 気候
ケッペンの気候区分によると温暖冬季少雨気候である。ハノイなど北部の低地と比較すると冬場の天候は良く、晴天も多いものの気温が下がる。夏は降水量が多く、ほぼ毎日降水がある。夏でも極端な高温になることは少なく、ベトナムでは冷涼な気候である。
| ディエンビエンフーの気候                                    | ディエンビエンフーの気候 | ディエンビエンフーの気候 | ディエンビエンフーの気候 | ディエンビエンフーの気候 | ディエンビエンフーの気候 | ディエンビエンフーの気候 | ディエンビエンフーの気候 | ディエンビエンフーの気候 | ディエンビエンフーの気候 | ディエンビエンフーの気候 | ディエンビエンフーの気候 | ディエンビエンフーの気候 | ディエンビエンフーの気候 |
| 月                                                          | 1月                      | 2月                      | 3月                      | 4月                      | 5月                      | 6月                      | 7月                      | 8月                      | 9月                      | 10月                     | 11月                     | 12月                     | 年                       |
| ----------------------------------------------------------- | ------------------------ | ------------------------ | ------------------------ | ------------------------ | ------------------------ | ------------------------ | ------------------------ | ------------------------ | ------------------------ | ------------------------ | ------------------------ | ------------------------ | ------------------------ |
| 最高気温記録 °C （°F）                                      | 32.4 (90.3)              | 33.9 (93)                | 36.1 (97)                | 38.5 (101.3)             | 38.6 (101.5)             | 37.9 (100.2)             | 36.0 (96.8)              | 35.2 (95.4)              | 35.0 (95)                | 35.5 (95.9)              | 32.4 (90.3)              | 31.2 (88.2)              | 38.6 (101.5)             |
| 平均最高気温 °C （°F）                                      | 23.7 (74.7)              | 25.9 (78.6)              | 29.1 (84.4)              | 30.9 (87.6)              | 31.6 (88.9)              | 31.0 (87.8)              | 30.3 (86.5)              | 30.2 (86.4)              | 30.2 (86.4)              | 28.9 (84)                | 26.3 (79.3)              | 23.6 (74.5)              | 28.5 (83.3)              |
| 日平均気温 °C （°F）                                        | 16.3 (61.3)              | 18.0 (64.4)              | 20.9 (69.6)              | 23.7 (74.7)              | 25.5 (77.9)              | 26.0 (78.8)              | 25.8 (78.4)              | 25.5 (77.9)              | 24.7 (76.5)              | 22.6 (72.7)              | 19.4 (66.9)              | 16.2 (61.2)              | 22.0 (71.6)              |
| 平均最低気温 °C （°F）                                      | 12.1 (53.8)              | 13.1 (55.6)              | 15.5 (59.9)              | 19.0 (66.2)              | 21.6 (70.9)              | 23.2 (73.8)              | 23.2 (73.8)              | 22.8 (73)                | 21.6 (70.9)              | 19.1 (66.4)              | 15.4 (59.7)              | 12.0 (53.6)              | 18.2 (64.8)              |
| 最低気温記録 °C （°F）                                      | −1.3 (29.7)              | 4.8 (40.6)               | 5.3 (41.5)               | 11.4 (52.5)              | 14.8 (58.6)              | 17.4 (63.3)              | 18.7 (65.7)              | 10.7 (51.3)              | 15.0 (59)                | 7.7 (45.9)               | 4.0 (39.2)               | 0.4 (32.7)               | −1.3 (29.7)              |
| 降水量 mm （inch）                                          | 21 (0.83)                | 31 (1.22)                | 55 (2.17)                | 111 (4.37)               | 187 (7.36)               | 274 (10.79)              | 310 (12.2)               | 313 (12.32)              | 151 (5.94)               | 65 (2.56)                | 31 (1.22)                | 21 (0.83)                | 1,568 (61.73)            |
| 平均降水日数                                                | 4.8                      | 4.0                      | 5.8                      | 12.4                     | 17.1                     | 20.3                     | 22.4                     | 21.3                     | 13.4                     | 8.7                      | 5.5                      | 3.7                      | 139.3                    |
| % 湿度                                                      | 82.7                     | 79.7                     | 79.2                     | 81.0                     | 81.9                     | 84.6                     | 86.3                     | 87.4                     | 86.4                     | 84.9                     | 83.5                     | 83.4                     | 83.4                     |
| 平均月間日照時間                                            | 163                      | 175                      | 205                      | 206                      | 203                      | 142                      | 131                      | 146                      | 172                      | 173                      | 158                      | 161                      | 2,034                    |
| 出典：Vietnam Institute for Building Science and Technology |                          |                          |                          |                          |                          |                          |                          |                          |                          |                          |                          |                          |                          |

## 住民

### 民族
住民の中ではタイ族が最も多い。ベトナム全土で多数派を占めるキン族をはじめ、モン族やシラ族などの少数民族は、合わせても3分の1程度である。

### 人口
ディエンビエンフーの人口はその定義される範囲によって異なるが、7万人から12万5000人の間とされる。ディエンビエンフーの町は急速に発展しており、2020年までに人口が15万人に達すると予測されている。

## 作品
- ディエンビエンフー (漫画) - 西島大介作の青年漫画